# Carl Gustaf Löwenhielm

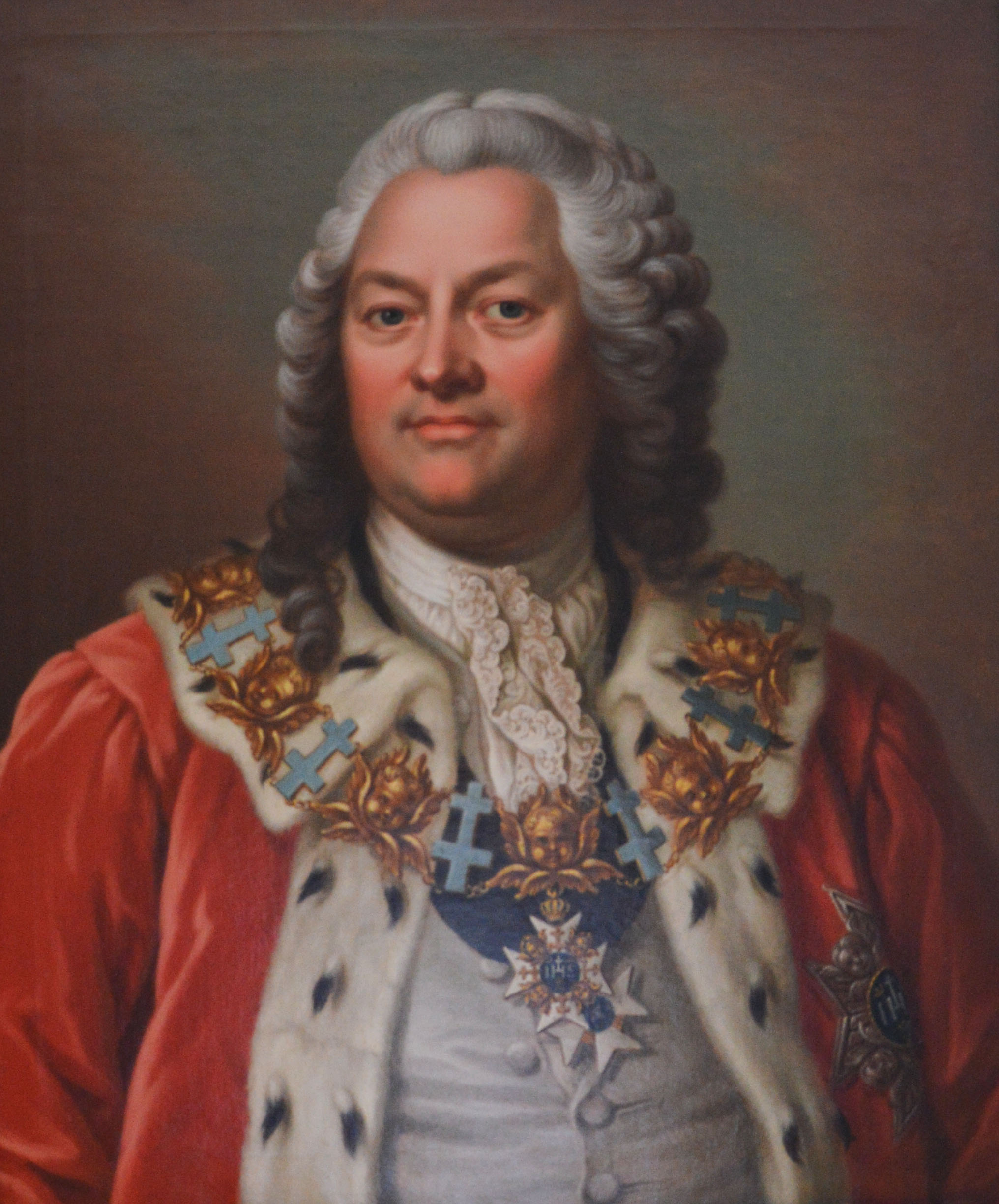
Kanslipresident Carl Gustaf Löwenhielm i riksrådsmantel, med Serafimerordens kedja över axlarna, och Kommendörskorset av Nordstjärneorden runt halsen.

Denna artikel handlar om kanslipresidenten Carl Gustaf Löwenhielm. För landshövdingen, se Carl Gustaf Löwenhielm (landshövding), för regementschefen se Carl Gustaf Löwenhielm (militär).
Carl Gustaf Löwenhielm (före faderns adlande 1725 Nordberg), född den 5 januari 1701 på Ströms gård i Kila socken i Värmlands län, död den 7 mars 1768 i Stockholm var en svensk greve, kanslipresident, universitets- och justitiekansler. Han var far till Carl Gustaf och Fredrik Adolf Löwenhielm.

## Biografi
Löwenhielm blev efter akademiska studier i Uppsala och tjänstgöring inom Göta hovrätt 1729 häradshövding i Dalsland och förflyttades 1738 till Västersysslets domsaga i Värmland. Från 1738 var han på riksdagarna en av hattpartiets mera framstående män, där han framför allt verkade i statsdeputationen. Vid 1740–1741 års riksdag var han ledamot av den krigslystna mindre sekreta deputationen och av det förstärkta "sekretissimum". Han utsågs till en av de tio deputerade, vilka fick i uppdrag att tillsammans med lantmarskalken Charles Emil Lewenhaupt på förhand bestämma fredsvillkoren för det just beslutade kriget mot Ryssland. Löwenhielm uppsatte åt de deputerade tre skrivelser, som förseglade överlämnades till regeringen. Efterhand som kriget fortskred bröts skrivelserna och lades till grund för fredsförhandlingarna.
Då Löwenhielm var mycket lämpad som ämbetsman befordrades han av det regerande partiet. Han blev bankofullmäktig (1745–1751), en revisionssekreterarsyssla tillskapades åt honom (1741), han insattes i lagkommissionen (1741–1749) och utnämndes 1747 till justitiekansler och friherre. Samma år erhöll han den främsta platsen bland fullmäktige i det nyinrättade Jernkontoret (han var stor bruksägare i Värmland) samt utnämndes 1750 till president i Svea hovrätt och 1751 till riksråd. Han hade vid den tiden börjat i en och annan fråga skilja sig från hattpartiets ytterlighetsmän. I rådet förde han vid många tillfällen den formella laglighetens talan. Han verkade ivrigt för att rädda rikets ekonomiska ställning genom att inskränka och senare förbjuda brännvinsbränningen, samt minska den tilltagande lyxen. (Den stränga överflödsförordningen av 4 november 1756 var ett verk av Löwenhielm och riksrådet Carl Lagerberg.)
Till rådsmajoritetens beslut att dra in Sverige i krig med Preussen (1757) gav han för enighetens skull sitt bifall, men uttalade otvetydigt som sin åsikt, att rådet i denna sak överskridit sin befogenhet. Löwenhielm var den ende rådsherre, som undgick den kritik, som 1760–1762 års riksdag riktade mot rådet. Vid samma riksdag belönades han med 20 000 daler silvermynt för sitt arbete som ordförande i den för kriget inrättade utredningskommissionen. 1762 blev Löwenhielm greve och förordnades till ordförande i lagkommissionen. Till 1765 års ständer, då mössorna fullständigt tog makten, författade han åt regeringen den sekreta propositionen över inrikes ärendena, vilken uppriktigt beskrev det bedrövliga tillståndet. 9 september 1765 utnämndes Löwenhielm, efter Claes Ekeblad, till kanslipresident. Hans uppgift blev nu att utan att överge subsidieförbundet med Frankrike verkställa ett försiktigt närmande till England och Ryssland. Ett förbund med England undertecknades den 5 februari 1766, men följden blev, att Frankrike förklarade sig löst från sina förbindelser.
Det ingalunda grundlösa, om än överdrivna ryktet, att Löwenhielm tagit emot utländska mutor, fördunklade i någon mån det anseende han vann för ämbetsskicklighet, driftighet, lärdom och vältalighet. Löwenhielm var sedan 1746 ledamot av Vetenskapsakademien och sedan 1762 Lunds universitets kansler; i sistnämnda befattning verkade han nitiskt för komma tillrätta med åtskilliga missförhållanden vid lärosätet. Lovordade är de tal Löwenhielm höll vid två tillfällen, då han nedlade presidiet i Vetenskapsakademien: Tal om lantskötsel (1751) och Tal om ungdomens uppfostran i ett välbeställt regemente (1767).